# Neurobiologia
Neurobiologia é o estudo das células do sistema nervoso e da organização dessas células dentro de circuitos funcionais que processam a informação e medeiam o comportamento.
É uma subdisciplina tanto da biologia como da neurociência. A neurobiologia distingue-se da neurociência, um campo muito mais amplo e relacionado com qualquer estudo científico do sistema nervoso. A neurobiologia tampouco deve ser confundida com outras subdisciplinas da neurociência como a neurociência computacional, a neurociência cognitiva, a neurociência do comportamento, a psiquiatria biológica, a neurologia e a neuropsicologia apesar das conexões que há entre essas subdisciplinas. Neurobiologia, portanto, é um termo que reúne as disciplinas biológicas que estudam o sistema nervoso - especialmente a sua anatomia, fisiologia e evolução. Os cientistas que se dedicam à neurobiologia chamados neurobiólogos.
As propriedades básicas, a atividade e a regulação das correntes de membrana, a plasticidade sináptica, a neurotransmissão, a neurogênese, a sinaptogênese e os canais iônicos das células são alguns campos estudados pelos neurobiólogos. 
Assim como as neurociências, a neurobiologia é um produto da interação de diversas áreas do saber  - neuroanatomia, neurofisiologia, neuroetologia, neuroquímica - estendendo-se essa aplicação à distintas especialidades biomédicas comparadas, como por exemplo: neuropsiquiatria, neuroendocrinologia, psiconeuroimunoendocrinologia, etc ou da medicina veterinária aplicada ao estudo da doenças nervosas, aprendizagem, condicionamento e conforto animal.

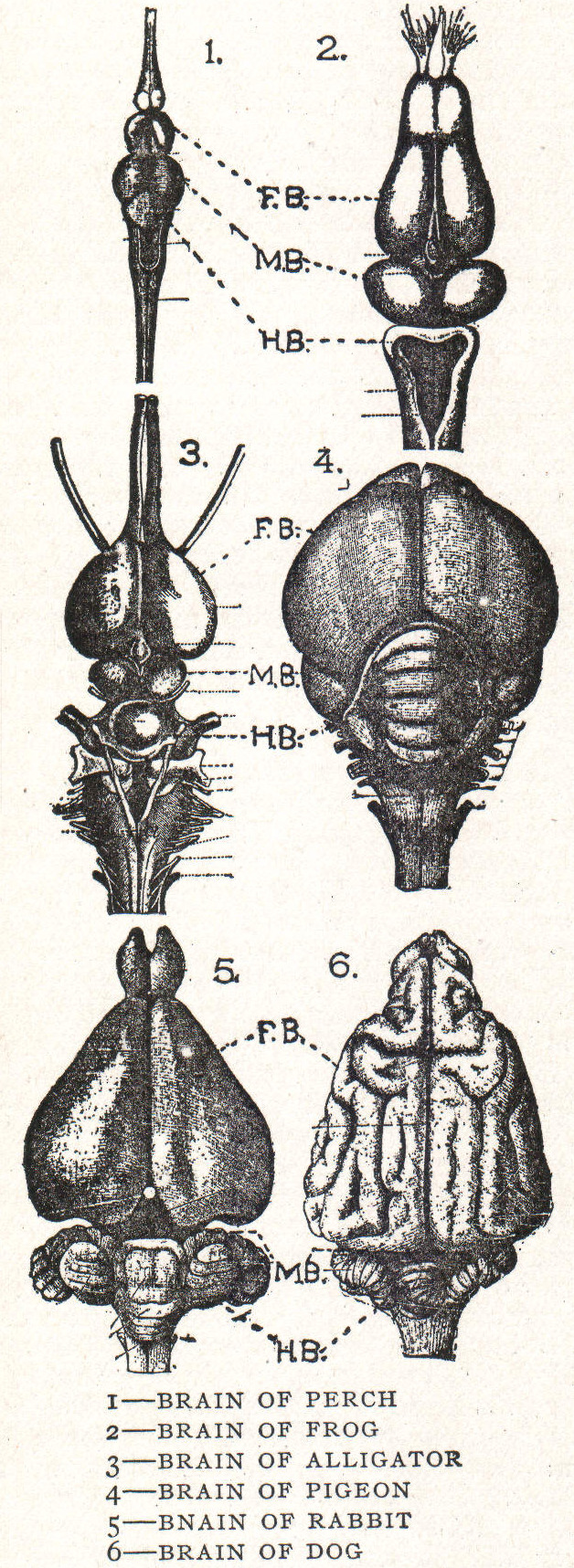
Além da tradicional anatomia comparada, a neuroetologia tem prestado relevantes contribuições à neurociência. Na ilustração compara-se o cérebro da: I - perca, II - sapo, III - jacaré, IV - pombo, V - coelho e (VI) cão.

No grupo das disciplinas que interagem com a neurobiologia - e, por extensão, com as neurociências - têm se destacado, desde meados do século XX, disciplinas do ramo da informática (cibernética) e teoria da informação. Norbert Wiener um dos principais teóricos da cibernética definia esta como "a ciência da comunicação e controle no animal e na máquina". O estudo dos processos cognitivos e heurísticos estão entre os que mais se beneficiaram com tais contribuições.
A complexidade do objeto de estudo do cérebro e em especial do sistema nervoso central na espécie humana exige tal interface de pesquisas que não se limita a biologia celular ou molecular.
Na perspectiva da Teoria da Evolução cabe à neurobiologia o domínio da explicação do espectro animal ou diversidade de modelos que a natureza oferece e os padrões reconhecíveis de comportamento e de estrutura anatômica e bioquímica.
Uma das teorias mais fecundas desenvolvidas a partir da perspectiva evolucionista foi proposta por Paul McLean, criador do modelo triúnico (triuno ou trino) análogo a uma rede de computadores, que integra três grandes estruturas ou sistemas cerebrais: o réptil ou básico (bulbo, medula oblonga), o sistema límbico e o neocortex.
A identificação do complexo R ou estrutura básica de regulação orgânica (pecilotermica) e comportamental dos repteis como estrutura que se repete integrada à novas formas e novas funções (a exemplo da homeotermia nas aves e mamíferos) ao longo da evolução tem permitido diversas intervenções e estudos tanto compreensão da integração dos plexos nervosos à regulação orgânica como em estudos que integram a etologia do comportamento animal (neuroetologia).
A evolução dos estudos de etologia, em especial dos procedimentos de observação, descrição, experimentação e análise desenvolvidos para o estudo do comportamento animal ou neuroetologia, tem permitido uma aplicação mais precisa para compreensão comportamento humano do que os tradicionais estudos de instinto,sem contudo invalidar o uso consagrado e consensual deste.

## Sistemas Motivacionais Reguladores e Não Reguladores
De acordo com Odum, os organismos regulam os respectivos ambientes internos e microambientes externos por meio quer da conduta quer fisiológicos. O comportamento é um importante componente da compensação dos fatores (limitantes e reguladores) ambientais. Em ecologia, ramo da biologia no qual a etologia se integra descrevemos o meio ambiente de um animal como habitat (o lugar) e nicho (comportamento) de adaptação para sobrevivência e reprodução de cada espécie no ecossistema.
Os sistemas motivacionais compreendido como circuitos neuroanatômicos e ciclos hormonais caracteriza o objeto de estudo da neuroetologia. Uma análise dos fenômenos da hibernação, depressão nervosa sazonal e diferencial da agressividade dos machos jovens e fêmeas em fase reprodutiva mostram as amplas possibilidades de aplicação desses conceitos.
A teoria psicanalítica explora basicamente os padrões de resposta humanos estabelecidos a partir das experiências iniciais da primeira infância. Os estudos do comportamento materno infantil no reino animal (estampagem)tem sido explorado desde o começo do século XX, foram sistematicamente revistos e pesquisados através do método estatístico por John Bowlby (Teoria do Apego) sob auspícios da OMS e é celebre a disfunção reprodutiva- comportamental imortalizada no conto infantil, O Patinho Feio, de Hans Christian Andersen, contudo ainda estamos longe de decifra o enigma das perversão e padrões de comportamento sádico - repetitivo e a motivação dos criminosos humanos.

## Neurobiologia celular
Os fenômenos biológicos podem ser compreendidos desde a escala atômica (bioquímica) até a escala planetária (biosfera). O desafio é integrar as teorias e conhecimento empírico acumulado por distintos métodos em diferentes espécies. A neurobiologia faz parte desse desafio, seu plano de análise é a morfologia celular, sua organização genética e fisiológica - autopoiesis, como em todos os estudos de citologia, contudo lida com um fenômento único a comunicação em populações na ordem de milhões de células organizadas como tecidos com maior ou menor especialização de neurônios e glia (tecido de sustentação/nutrição)o tecido que forma o sistema nervoso.
A transmissão nervosa seja em seus aspectos bioquímicos - os neurotransmissores como os ritmos e ciclos bioelétricos, identificados pelo eletroencefalograma caracterizam esse sistema de comunicação intercelular que aperfeiçoaram a irritabilidade protoplasmática dos seres unicelulares
O plano microscópico revela muitas surpresas e belezas, o conhecimento dele derivado tem sua maior aplicação na neuropatologia dos tumores, lesões mecânicas e inerentes ao processo de desenvolvimento do sistema nervoso. Entre as patologias mais estudadas nesse nível encontra-se o Mal de Alzheimer, a destruição por anoxia que causa a Paralisia Cerebral e as malformações do tubo neural, responsáveis pela Anencefalia, Hidrocefalia e outros defeitos congênitos.